# France Lechenault
France Lechenault, né le 19 août 1910 à Bouzeron (Saône-et-Loire) et mort le 6 mai 1995 à Bouzeron (Saône-et-Loire), est un homme politique français.

## Biographie
Né en 1910, viticulteur de profession, il est élu plus jeune maire de France (sa première élection en 1934 a été invalidée car il n'avait pas l'âge requis). Quand il est élu en 1935 il a 25 ans. Il est maire de Bouzeron de 1935 jusqu'à sa mort en 1995, conseiller général de 1945 à 1988. Sénateur de Saône-et-Loire du  25 septembre 1977 au 1er octobre 1986 (membre de la commission des affaires économiques), il est membre de la Gauche Démocratique. Tout son parcours politique est sous l'étiquette Parti Républicain Radical et Radical Socialiste, puis Radical de Gauche.